# Nemesgulács
Nemesgulács je obec v Maďarsku v župě Veszprém.
Rozkládá se na ploše 8,35 km² a v roce 2024 zde žilo 939 obyvatel.